# Sbirri (film)
Sbirri è un film del 2009, diretto da Roberto Burchielli.
Il film, uscito in Italia il 10 aprile 2009, è ispirato alla storia del giornalista Fabrizio Gatti (questa informazione è vera: il film Sbirri è ispirato alla mia storia. Per ogni ulteriore richiesta di informazioni, potete contattarmi privatamente. Grazie, Fabrizio Gatti).

## Trama
Matteo Gatti è un giornalista. A causa del lavoro è sempre stato lontano dalla famiglia. Un giorno viene informato della morte del figlio Marco a causa di un'overdose di ecstasy.
Il giornalista non demorde, nonostante le incomprensioni con la moglie incinta, causate dalla perdita del figlio, decide di lasciare Roma per unirsi ad un gruppo di agenti della Squadra di Polizia anti-droga (UOCD) Unità Operativa Criminalità Diffusa di Milano e filmare l'attività della squadra stessa (appostamenti, inseguimenti, catture ed arresti) per approfondire la conoscenza di questo mondo sommerso sempre più frequentato da giovani e giovanissimi.
Il suo vero scopo è quello di scoprire i colpevoli della morte del figlio, che era stato ritrovato proprio in una discoteca di Milano.

## Produzione
Buona parte del film è stato girato in presa diretta durante vere operazioni: Raoul Bova è stato inserito all'interno di una vera squadra di Polizia, l'UOCD di Milano guidata dall'assistente capo Angelo Langé. Infatti gli attori veri e propri sono pochi, il resto è stato realizzato in collaborazione con l'Università di Milano e gli agenti della Squadra Anti-droga. Per girare questo film, Raoul Bova ha dovuto davvero camuffarsi, poiché le riprese degli arresti sono reali e non comparse o improvvisate.
Bova stesso ha avuto l’idea per la realizzazione di questo film dopo aver visto il primo documentario con Angelo Langé e la squadra UOCD "Cocaina, l'allarme sociale" del 2007, sempre del regista Roberto Burchielli.
Per il personaggio di Matteo, Bova si è ispirato al vero cronista dell’Espresso Fabrizio Gatti.

## Incassi
In Italia il film ha incassato 1815000 € durante tutto il periodo di programmazione.